# Піонерське (Кролевецький район)
Піо́нерське — колишнє село в Україні, у Кролевецькому районі Сумської області. Було підпорядковане Гречкинській сільській раді.
Зняте з обліку рішенням Сумської обласної ради 22 грудня 2015 року.

## Географія
Село Піонерське знаходилося на правому березі річки Глистянка, яка через 3 км впадає в річку Есмань, на протилежному березі - село Губарівщина. До колишнього села примикає лісовий масив.